# Огюст Делон (стадион)
«Огю́ст Дело́н» (фр. Stade Auguste-Delaune) — многофункциональный стадион в городе Реймс, Франция. В основном он используется для проведения футбольных матчей команды «Реймс». Стадион был построен в 1931 году, и в то время мог принять 18 000 зрителей. В 2008 году стадион был реконструирован, и в настоящее время может принимать до 22 000 зрителей. В 1938 году на нем была проведена одна из игр финальной стадии чемпионата мира по футболу. В то время стадион носил название «Стад Мюнисипаль».

## История
«Стад Огюст Делон» был торжественно открыт 2 июня 1935 года президентом Франции Альбером Лебреном под именем «Стад Мюнисипаль». Стадион сразу же стал домашней ареной футбольного клуба «Реймс».
Арена могла вместить до 18 000 зрителей, что позволяло ей быть одной из самых крупных и вместительных в стране. Организаторы чемпионата мира по футболу 1938 года выбрали стадион одним из мест проведения первенства. На нем была сыграна одна из игр 1/8 финала между сборной Венгрией и сборной Голландской Ост-Индии, которая завершилась победой Венгрии со счётом 6:0.
После Второй мировой войны стадион был переименован в «Огюст Делон» в память о нормандском спортсмене Огюсте Делоне, умершем от пыток гестапо 13 сентября 1943 года.
В конце 1950-х годов «Реймс» начал доминировать во французском футболе, ажиотаж к команде рос с каждым годом, а стадион не мог вместить всех желающих. Это повлекло к первой реконструкции стадиона в 1955 году. Были возведены две дополнительные трибуны. В последующие годы команда стала сдавать свои позиции в чемпионате Франции, а болельщики перестали ходить на стадион в прежнем количестве. В итоге «Реймс» вылетел в третий дивизион в 1991 году. Однако, вопреки всему, в этот период был поставлен рекорд посещаемости стадиона. 2 июня 1987 года в полуфинале Кубка Франции против марсельского «Олимпик» стадион посетило 27 774 зрителя. Этот рекорд побил прежний, датированный 6 ноября 1976 года, когда в чемпионате Франции «Реймс» принимал «Сент-Этьен». На тот матч пришло 25 225 зрителей. Стоит отметить, что этот рекорд в чемпионате для «Реймса» держится по сей день.
В 2002 году «Реймс» вернулся в профессиональную Лигу 2 с новыми амбициями. Что отразилось и на новой жизни стадиона. В это время официальная его вместимость была 8 000 зрителей, что не соответствовало нынешнему уровню команды. Ранее мэр города Реймс заявил о желании реконструировать стадион.
Начатая в 2004 году, это была вторая реконструкция стадиона. Новый проект стадиона был рассчитан на 22 000 мест. Потребовалось несколько лет, чтобы полностью завершить строительство стадиона. Реконструкция была завершена в 2008 году, когда на месте старого стадиона возвели новую, современную и модернизированную многофункциональную арену. В настоящее время стадион может принять 21 684 зрителя.
Торжественное открытие стадиона состоялось 5 декабря 2008 года. Во время матча между футбольными клубами «Реймс» и «Ланс».

## Галерея

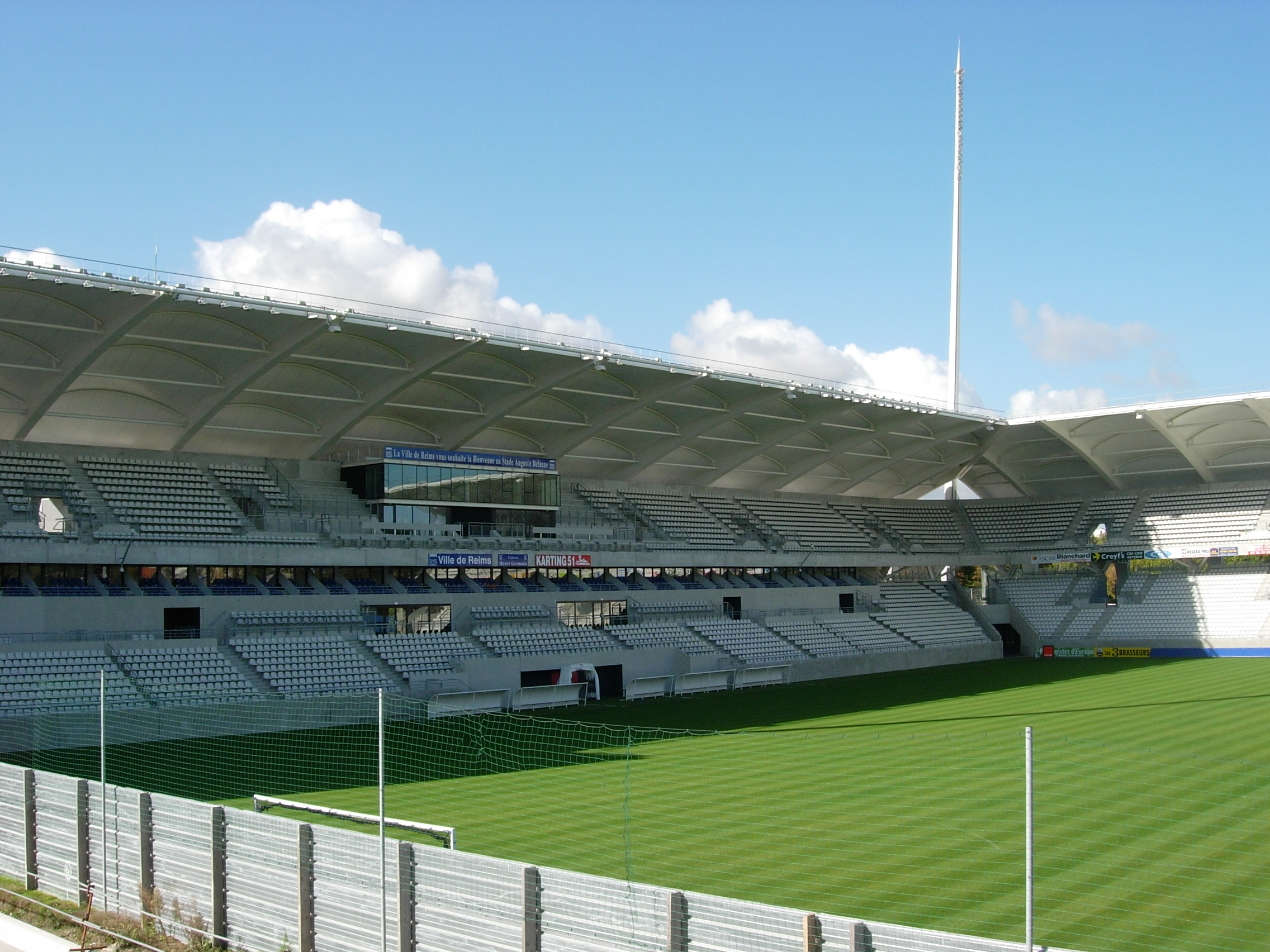
Трибуна Анри Жермен
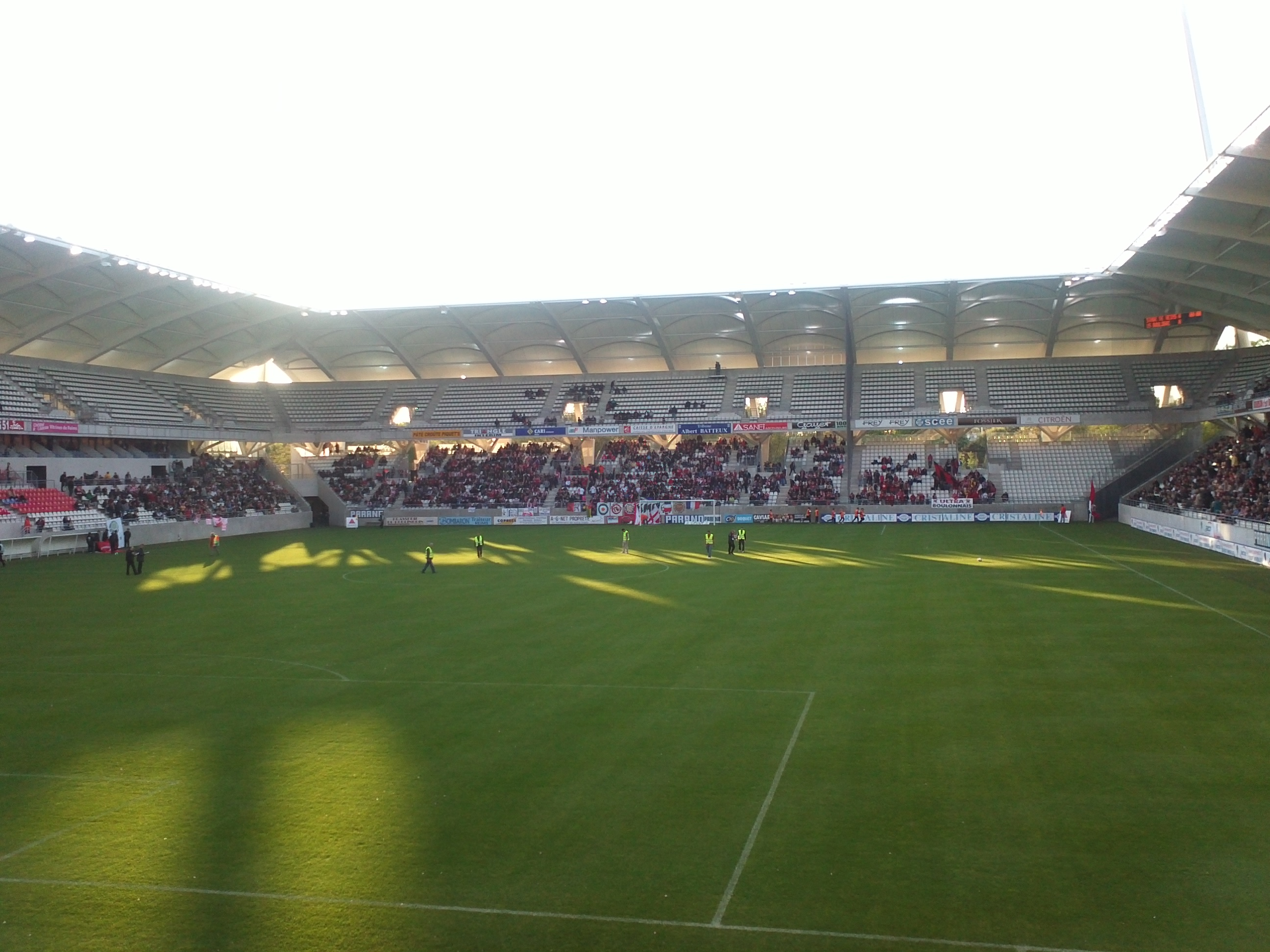
Трибуна Альбер Батье
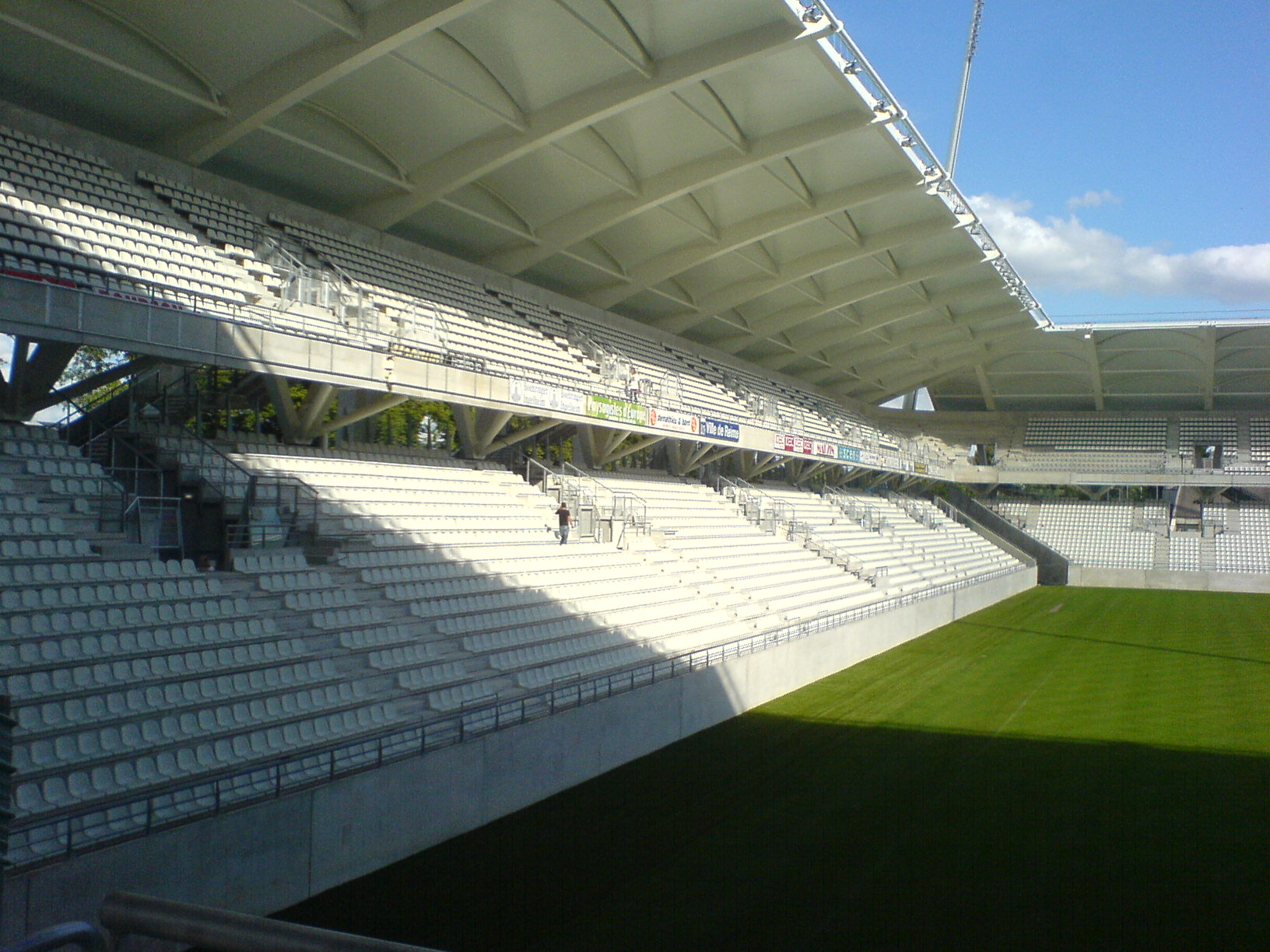
Трибуна Франсис Меано
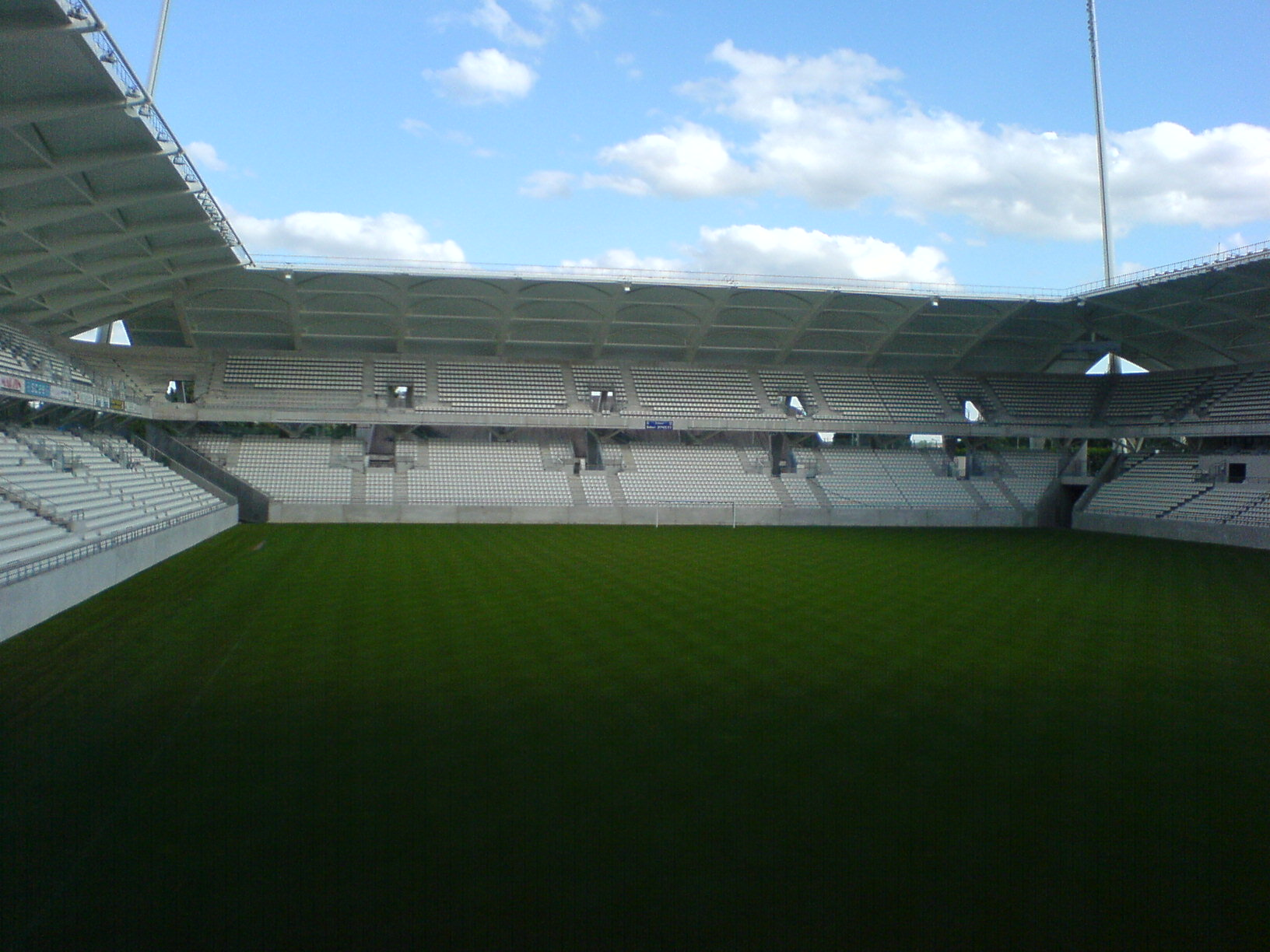
Трибуна Робер Жонке